# Griva de Timor
La griva de Timor (Geokichla peronii) és un ocell de la família dels túrdids (Turdidae).

## Hàbitat i distribució
Habita els boscos de Timor, Wetar, Romang, Damar i Babar a les Illes Petites de la Sonda.